# Liste von deutschsprachigen Dichtern der konkreten und visuellen Poesie
Die alphabetische Liste deutschsprachiger Dichter der konkreten und visuellen Poesie enthält Dichter und Künstler aus Deutschland, der DDR, aus Österreich und der Schweiz, die in der Literatur- und Kunstwissenschaft den Genres Konkrete Poesie und Visuelle Poesie zugeordnet werden. Eine Abgrenzung ist nicht immer eindeutig, da diese Künstler selten ausschließlich in einem Bereich gearbeitet haben. Grenzüberschreitungen gibt es bei einzelnen Dichtern auch zur Experimentellen Poesie, Multiples, Mail Art, heute auch der Netzkunst und sogar der Skripturalen Malerei.

## A
- Friedrich Achleitner (A)
- Arthur Aeschbacher (CH)
- Cornelia Ahner (D)
- Hartmut Andryczuk (D)
- Ian Anull (CH)
- John Armleder (CH)
- H. C. Artmann (A)

## B
- Heimrad Bäcker (A)
- Michael Badura (D)
- Klaus Basset (A)
- Josef Bauer (A)
- Mary Bauermeister (D)
- Konrad Bayer (A)
- Max Bense (D)
- Joseph Beuys (D)
- Chris Bezzel (D)
- Ilse Bing (D)
- Claus Böhmler (D)
- Hans Rudolf Bosshard (CH)
- Claus Bremer (D)
- Uwe Bremer (D)
- Theo Breuer (D)
- Elisabeth Broel (D)
- Anton Bruhin (CH)
- Ernst Buchwalder (CH)
- Klaus Burkhardt (D)

## C
- Safiye Can (D)
- Gernot Cepl (D)
- Gerard Charriere (CH)
- Peer Clahsen (CH)
- Carlfriedrich Claus (DDR)
- Sigfrid Cremer (D)

## D
- Peter Daniel (A)
- Hanne Darboven (D)
- Guillermo Deisler (RCH; DDR)
- Klaus Peter Dencker (D)
- Klaus-Peter Dienst (D)
- Rolf-Gunter Dienst (D)
- Reinhard Döhl (D)

## E
- Gerhild Ebel (D)
- Katharina Eckart (D)
- Werner Enke (D)
- Joseph Felix Ernst (D)

## F
- Barbara Fahrner (D)
- Brigitta Falkner (A)
- Franzobel (A)
- Lutz Fleischer (D)
- Wil Frenken (D)
- H. R. Fricker (CH)

## G
- Heinz Gappmayr (A)
- Ilse Garnier (D; F)
- Winfred Gaul (D)
- Albrecht Genin (D)
- Jochim Gerz (D)
- Eugen Gomringer (CH)
- Ludwig Gosewitz (D)
- Klaus Groh (D)
- Thomas Günther (D)

## H
- Horst Haack (D)
- Wolfgang Hainke (D)
- Andreas Hapkemeyer (A)
- Ludwig Harig (D)
- Werner Hartmann (CH)
- Raoul Hausmann (D)
- Paul Heimbach (D)
- Helmut Heißenbüttel (D)
- Werner Herbst (A)
- Kai Hoesselbarth (D)
- Christine Huber (A)

## J
- Ernst Jandl (A)
- Johannes Jansen (DDR)
- Angelika Janz (D)
- Georg Jappe (A)
- Gerhard Jaschke (A)

## K
- Christian Katt (A)
- Ines Ketelhodt (D)
- Ilse Kilic (A)
- Horst Klassen (CH)
- Irmtraud Klug (D)
- Jana Kluge (D)
- Anatol Knotek (A)
- Ferdinand Kriwet (D)

## L
- Fritz Lichtenauer (A)
- Josef Linschinger (A)
- Christian Lippuner (CH)
- Helmut Löhr (D)

## M
- Axel George Malik (D)
- Kurt Marti (CH)
- Kurt A. Mautz (D)
- Hansjörg Mayer (D)
- Friederike Mayröcker (A)
- Henning Mittendorf (D)
- Franz Mon (D)
- Christian Morgenstern (D)

## N
- Reinhold Nashan (D)

## O
- Jürgen O. Olbrich (D)

## P
- Bert Papenfuß (D)
- Oskar Pastior (A)
- Jörg Piringer (A)
- Mathias Pohlmann (D)
- Claudia Putz (D)

## R
- Arne Rautenberg (D)
- Robert Rehfeldt (D)
- Karl Riha (D)
- Dieter Roth (CH)
- Axel Rohlfs (D)
- Mario Rotter (A)
- Günther Ruch (CH)
- Gerhard Rühm (A)

## S
- Konrad Balder Schäuffelen (D)
- Valeri Scherstjanoi (DDR)
- Ali Schindehütte (D)
- Arno Schmidt (D)
- Siegfried J. Schmidt (D)
- Ute Schneider (D)
- Dietrich Schneider-Henn (D)
- Achim Schnyder (D)
- Greta Schodl (A)
- Kurt Schwitters (D)
- Dieter Emil Sdun (D)
- Andreas Senser (CH)
- Betty Skuber (A)
- Hartmut Sörgel (D)
- Daniel Spoerri (CH)
- Ingo Springenschmid (A)
- Hans Staudacher (A)
- Christian Steinbacher (A)
- Manfred Stirnemann (CH)
- Ulrike Stoltz (D)

## T
- Ulrich Tarlatt (D)

## U
- Liesl Ujvary (A)
- Timm Ulrichs (D)

## V
- Günter Vallaster (A)
- Johannes Vennekamp (D)
- Wolf Vostell (D)

## W
- Dieter Wagner (D)
- Arno Waldschmidt (D)
- Uwe Warnke (D)
- Peter Weiermair (A)
- Wolf Wezel (A)
- Fritz Widhalm (A)
- Oswald Wiener (A)
- Ruth Wolf-Rehfeldt (D)
- Adolf Wölfli (CH)

## Z
- Hansjörg Zauner (A)
- Ottfried Zielke (D)
- Klaus Zylla (D)